# Diócesis de Suzhou
La diócesis de Suzhou o de Soochow (en latín: Dioecesis Suceuvensis y en chino: 天主教苏州教区) es una circunscripción eclesiástica de la Iglesia católica en China. Se trata de una diócesis latina, sufragánea de la arquidiócesis de Nankín. Desde el 20 de abril de 2006 su obispo es Joseph Xu Honggen, aunque para el Anuario Pontificio es sede vacante desde el 15 de julio de 1950. La Asociación Patriótica Católica China en agosto de 1981 le anexó parte del territorio de la diócesis de Nankín (la arquidiócesis rebajada), sin el asentimiento de la Santa Sede.

## Territorio y organización
La diócesis extiende su jurisdicción sobre los fieles católicos de rito latino residentes en parte de la provincia de Jiangsu.
La sede de la diócesis se encuentra en la ciudad de Suzhou, en donde se halla la Catedral de Nuestra Señora de los Dolores.

## Historia
La diócesis fue erigida el 11 de abril de 1946 mediante la bula Quotidie Nos del papa Pío XII, derivando el territorio de la diócesis de Shanghái.
Sin embargo, la erección probablemente no tuvo ningún efecto, porque el 9 de junio de 1949 mediante la bula Quo catholicae fidei el papa Pío XII dispuso la erección de la diócesis.
Ignatius Kung Pin-mei, después de su nombramiento en Shanghái, fue nombrado administrador apostólico de Suzhou. Los obispos oficiales posteriores de Suzhou fueron los prelados Shen Chuming, obispo de 1956 a 1968, y Matthias Ma Longlin, obispo de 1981 a 1999. Después de siete años de sede vacante, Joseph Xu Honggen fue ordenado obispo el 20 de abril de 2006, con el consentimiento tanto de la Santa Sede como de las autoridades chinas.
El 27 de abril de 1949 el Partido Comunista de China capturó Suzhou, se impuso en la guerra civil y proclamó la República Popular China el 1 de octubre de 1949. El 4 de septiembre de 1951 China comunista expulsó al nuncio apostólico Antonio Riberi y la Santa Sede continuó reconociendo a la República de China en Taiwán como el legítimo gobierno chino. Todos los misioneros extranjeros fueron expulsados de China comunista en 1952.
La Asociación Patriótica Católica China fue creada con el apoyo de la Oficina de Asuntos Religiosos de la República Popular de China en 1957, con el objetivo de controlar las actividades de los católicos en China. Su nombre público es Iglesia católica china y es referida como la "Iglesia oficial" en contraposición a la "Iglesia subterránea" o "Iglesia clandestina" leal a la Santa Sede.
En el período de 1966 a 1976 la Revolución Cultural se ensañó especialmente contra la religión, destruyéndose numerosas iglesias y cesaron todas las actividades religiosas en la diócesis. La diócesis reasumió sus actividades en la década de 1980.
La Asociación Patriótica Católica China en agosto de 1981 le anexó parte del territorio de la diócesis de Nankín (la arquidiócesis rebajada), sin el asentimiento de la Santa Sede.
El 22 de septiembre de 2018 se firmó en Pekín el Acuerdo provisional entre la Santa Sede y la República Popular de China sobre el nombramiento de los obispos. El 22 de octubre de 2020 el acuerdo fue prorrogado por otros dos años y en octubre de 2022 por otros dos años más.
Debido a la situación particular de la Iglesia católica en China, la Santa Sede no nombra obispos para las diócesis chinas, que son sedes oficialmente vacantes incluso en presencia de obispos reconocidos por Roma.

## Episcopologio
- Ignazio Kung Pin-mei † (9 de junio de 1949-15 de julio de 1950 nombrado obispo de Shanghái)
  - Sede vacante
  - Ignazio Kung Pin-mei † (15 de julio de 1950-12 de marzo de 2000 falleció) (administrador apostólico clandestino)
  - Shen Chuming † (15 de noviembre de 1959 consagrado-1968? falleció) (obispo oficial)
  - Matthias Ma Longlin † (24 de julio de 1981 consagrado-8 de junio de 1999 falleció) (obispo oficial)
  - Joseph Fan Zhong-liang † (12 de marzo de 2000-2005 renunció) (administrador apostólico clandestino)
  - Joseph Xu Honggen, consagrado el 20 de abril de 2006